# Frans Desmidt
Frans Desmidt (Dudzele, 22 januari 1882 - Buchenwald, 25 november 1944) was een Belgisch volksvertegenwoordiger, burgemeester van Knokke en verzetsstrijder.

## Levensloop
Frans-Lodewijk Desmidt was een "selfmade man": als weeskind opgegroeid, was hij schrijnwerker geworden en had hij zich opgewerkt tot aannemer van bouwwerken. Hij verhuisde naar Knokke waar de villabouw hem van heel wat activiteiten verzekerde. Tijdens de Eerste Wereldoorlog streed hij in het Belgisch Leger en na de oorlog werd hij voorzitter van verschillende oudstrijdersverenigingen.
Vanaf 1921 kwam hij in de Knokse gemeenteraad en werd onmiddellijk verkozen tot schepen van openbare werken. Na de gemeenteverkiezingen van 1926, die tweemaal ongeldig werden verklaard, werd de derde poging de goede en werd hij burgemeester van de gemeente. 
Hij werd weldra de voorman van de liberale partij aan de Oostkust, voorzitter van de partijafdeling en van het plaatselijke Willemsfonds. Hij was ook voorzitter van de toneelvereniging Willen is Kunnen, waar hij actief speler was. Hij werd ook erevoorzitter van het Rode Kruis in Knokke.
In 1936 kreeg hij een verkiesbare plaats bij de wetgevende verkiezingen en werd tot liberaal volksvertegenwoordiger voor het arrondissement Brugge verkozen. Bij de verkiezingen van 1939 werd hij niet herkozen.
In september 1940 werd hij door de Duitse bezetter uit het burgemeestersambt ontzet. Hij trad toe tot het Verzet. Samen met priester Willy Vincke, Edgard De Saedeleer en Charles Coppieters ’t Wallant publiceerde hij het verzetsblad “De Zeegalm”. De vier werden in 1942 door de Duitsers opgepakt. Vincke en De Saedeleer stierven in gevangenschap. 
Desmidt werd naar het concentratiekamp Buchenwald gevoerd, waar hij in 1944 omkwam door ontbering.